# Geoff Hoon
Geoffrey William Hoon (6. prosince 1953 Derby, Anglie) je britský labouristický politik, od roku 1999 člen kabinetu,

## Mládí a vzdělání
Narodil se v rodině železničáře, který v době 2. světové války sloužil v Royal Air Force v Indii a Barmě. Po střední škole pracoval v letech 1972–3 v nábytkářské továrně a poté vystudoval Jesus College v Cambridge. V letech 1976 až 1982 vyučoval právo na University of Leeds. V letech 1980–1 byl hostujícím profesorem na University of Louisville, v Kentucky.

## Politická kariéra

### Poslancem
V červnu 1984 byl Hoon zvolen poslancem Evropského parlamentu, v červnu 1989 byl znovuzvolen, celkem byl europoslancem za Británii 10 let.
V dubnu 1992 byl Hoon zvolen členem Dolní sněmovny britského parlamentu za obvod Ashfield. Svůj mandát obhájil i v několika následujících volbách a zůstává nepřetržitě poslancem.

### Ministrem

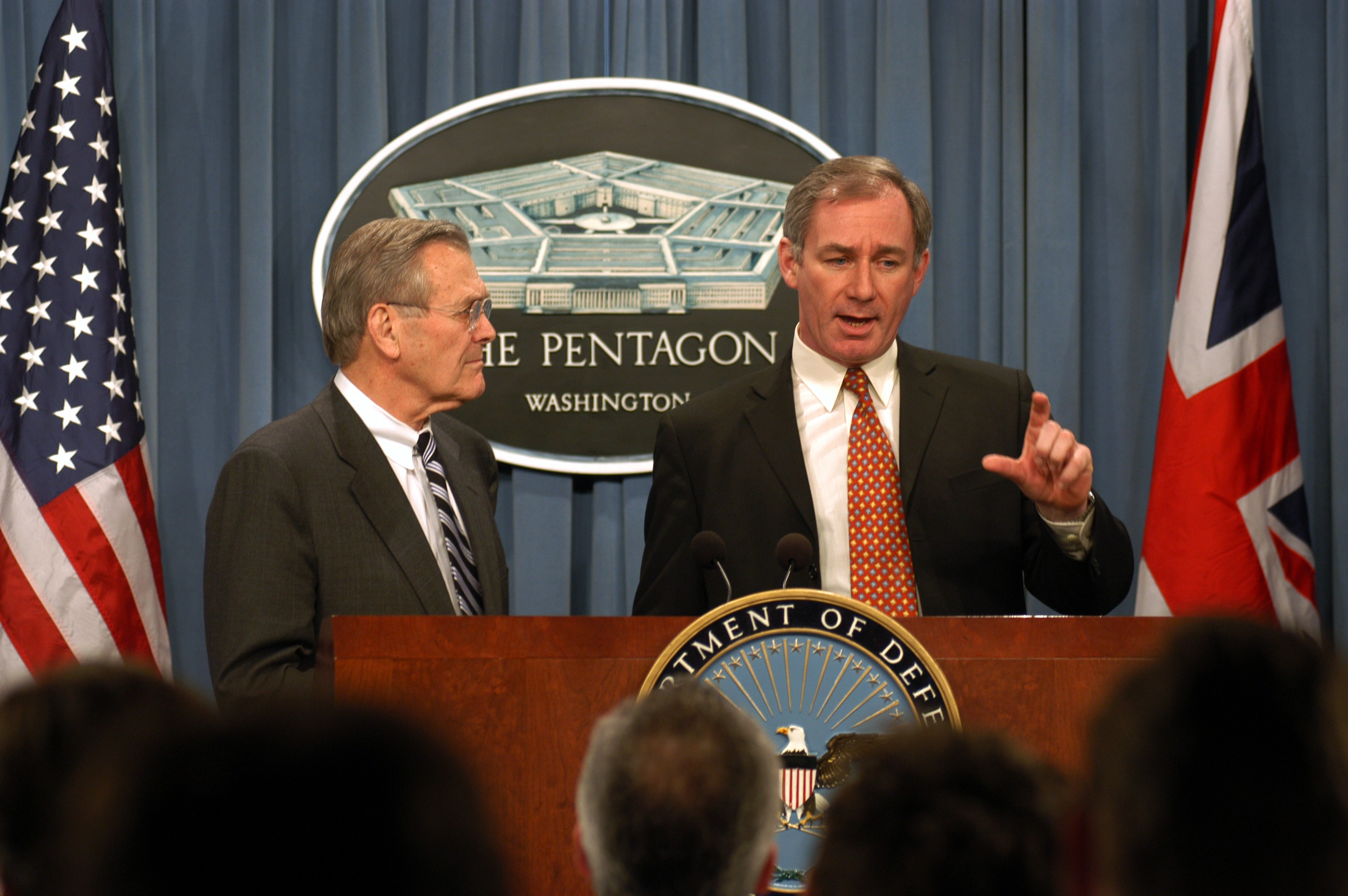
Geoff Hoon jako ministr obrany na jednání v Pentagonu (2003)

Hoon se poprvé stal členem kabinetu v roce 1999, když se 11. října stal ministrem obrany, kterým byl až do 5. května 2005. Od 5. května 2005 do 6. května 2006 byl vůdcem Dolní sněmovny (a lordem strážcem pečeti). Od 6. května 2006 do 27. června 2007 byl ministrem pro evropské záležitosti. Od 28. června 2007 do 3. října 2008 byl hlavním whipem (a parlamentním tajemníkem ministerstva financí). 3. října 2008 premiér Gordon Brown ohlásil, že se Hoon stane ministrem dopravy.